# Hyalonema heideri
Hyalonema heideri är en svampdjursart som beskrevs av Schulze 1894. Hyalonema heideri ingår i släktet Hyalonema och familjen Hyalonematidae. Inga underarter finns listade i Catalogue of Life.